# Bevrijdingsboom (Sneek)
De Bevrijdingsboom is een monument ter herinnering aan de bevrijding door en de val van geallieerde Canadese soldaten tijdens de bevrijding van de stad Sneek.

## Monument
De boom staat in de Bomenbuurt aan de Iepenlaan en is precies een jaar, te weten op 15 april 1946, na het de bevrijding van de stad opgericht. Het monument bestaat uit een esdoorn, omringd door een sierlijk smeedijzeren hekwerk met esdoornbladeren en een gedenkplaatje.
De esdoorn is speciaal gekozen, immers de Maple Leaf (esdoornblad) is het nationale symbool van Canada.
Het hekwerk is pas een jaar later, in 1947, aan het monument toegevoegd en is gemaakt door leerlingen van de Ambachtsschool. Het ontwerp van het monument komt van de hand van G.N. Manak.